# Daniel Bigham
Daniel Bigham (* 2. Oktober 1991 in Scunthorpe) ist ein britischer Radsportler, der Rennen auf Bahn und Straße bestreitet. Er verbesserte am 19. August 2022 den Stundenweltrekord.

## Sportliche Laufbahn
Daniel Bigham studierte Motorsport engineering an der Oxford Brookes University. Den sechs Meilen langen Weg zur Universität legte er mit dem Fahrrad zurück. Ein Kommilitone bewog ihn dazu, Triathlon zu betreiben.
2015 bestritt Bigham sein erstes Rennen auf einer Radrennbahn. Er startete für das unabhängige Team KGF, dass sich um Harry und Charlie Tanfield gebildet hatte. 2017 wurde er dreifacher britischer Meister auf der Bahn, im 1000-Meter-Zeitfahren, in der Einerverfolgung sowie mit Charlie Tanfield, Jacob Tipper und Jonathan Wale in der Mannschaftsverfolgung. Die Erfolge kamen überraschend, da die Sportler nicht zum olympischen Bahn-Programm von British Cycling gehörten, sondern das unabhängige Team KGF bildeten. 2018 gehörte er zu den britischen Bahnnationalteams, die bei Läufen des Bahnrad-Weltcups die Mannschaftsverfolgung gewannen. Im selben Jahr startete er bei den Commonwealth Games. 2019 und 2020 wurde er erneut britischer Meister in der Mannschaftsverfolgung.
Bei den Straßenradsport-Weltmeisterschaften 2019 in Yorkshire errang Bigham mit John Archibald, Harry Tanfield, Lauren Dolan, Anna Henderson und Joscelin Lowden die Bronzemedaille in der erstmals ausgetragenen Mixed-Staffel. 2021 wurde er britischer Vize-Meister im Einzelzeitfahren. Beim Gewinn seines nationalen Titel in der Einerverfolgung 2022 stellte er mit 4:05,962 Minuten einen neuen britischen Rekord auf. Am 19. August 2022 verbesserte er im Tissot Velodrome im schweizerischen Grenchen den Stundenweltrekord auf 55,548 Kilometer. Diese Marke wurde jedoch schon am 8. Oktober desselben Jahres durch den Italiener Filippo Ganna überboten, der 56,792 Kilometer erreichte.
2022 wurde Bigham mit Oliver Wood, Ethan Vernon und Ethan Hayter Weltmeister in der Mannschaftsverfolgung. Bei den Europameisterschaften 2023 errang er jeweils Silber in der Einer- sowie in der Mannschaftsverfolgung (mit Charlie Tanfield, Ethan Vernon und Oliver Wood). Ebenfalls Silber gewann er bei den Bahnradsport-Weltmeisterschaften 2023 in der Einerverfolgung.
Bei den Olympischen Spielen 2024 in Paris gewann Daniel Bigham als Mitglied des britischen Teams die Silbermedaille in der Mannschaftsverfolgung.

## Berufliches
Seit 2022 ist Bigham zudem als performance engineer für das Team Ineos Grenadiers tätig. Als solcher konzipierte er das im 3D-Drucker produzierte Rad, mit dem sein Mannschaftskollege Filippo Ganna am 8. Oktober 2022 Bighams eigenen Rekord überbot. Bei dem Rekordversuch benutzte Ganna ein Rad von Pinarello, das zu großen Teilen im 3D-Druck hergestellt wurde.

## Diverses
Daniel Bigham ist liiert mit der britischen Radsportlerin Joscelin Lowden, die ebenfalls einen Stundenweltrekord aufstellte.

## Erfolge

### Bahn
2017
- Britischer Meister – 1000-Meter-Zeitfahren, Einerverfolgung, Mannschaftsverfolgung (mit Charlie Tanfield, Jacob Tipper und Jonathan Wale)

2018
- Bahn-Weltcup in Minsk – Mannschaftsverfolgung (mit Jonathan Wale, Charlie Tanfield und Harry Tanfield)
- Bahn-Weltcup in London – Mannschaftsverfolgung (mit Jonathan Wale, John Archibald und Ashton Lambie)

2019
- Britischer Meister – Mannschaftsverfolgung (mit John Archibald, Charlie Tanfield und Jonathan Wale)

2020
- Britischer Meister – Mannschaftsverfolgung (mit John Archibald, William Perrett und Kyle Gordon)

2022
- Britischer Meister – Einerverfolgung
- Weltmeister – Mannschaftsverfolgung (mit Oliver Wood, Ethan Vernon und Ethan Hayter)

2023
- Europameisterschaft – Einerverfolgung, Mannschaftsverfolgung (mit Charlie Tanfield, Ethan Vernon und Oliver Wood)
- Nations Cup in Milton – Mannschaftsverfolgung (mit Oliver Wood, Josh Charlton und Michael Gill)
- Weltmeisterschaft – Einerverfolgung

2024
- Europameister – Einerverfolgung, Mannschaftsverfolgung (mit Ethan Hayter, Charlie Tanfield, Ethan Vernon und Oliver Wood)
- Nations Cup in Milton – Mannschaftsverfolgung (mit Ethan Hayter, Ethan Vernon, Oliver Wood und Charlie Tanfield)
- Weltmeisterschaft – Einerverfolgung
- Olympische Spiele – Mannschaftsverfolgung (mit Ethan Hayter, Ethan Vernon, Oliver Wood und Charlie Tanfield)

### Straße
2019
- Weltmeisterschaft – Mixed-Staffel